# Eoophyla tigridalis
Eoophyla tigridalis là một loài bướm đêm trong họ Crambidae.